# ملینگهاوزن
ملینگهاوزن (به آلمانی: Mellinghausen) یک شهر در آلمان است که در دیفولتس واقع شده‌است. ملینگهاوزن ۱٬۰۸۲ نفر جمعیت دارد.